# 第二次ベララベラ海戦
第二次ベララベラ海戦（だいにじベララベラかいせん、Battle of Vella Lavella）は、1943年（昭和18年）10月6日に中部ソロモン諸島のベララベラ島沖で発生した海戦である。連合国軍側の呼称はベララベラ海戦。

## 概要
日本軍はベララベラ島からの撤収を企図し、大発動艇や小型艦艇を派遣して第三水雷戦隊司令官伊集院松治大佐（旗艦「秋雲」）指揮下の駆逐艦9隻（警戒隊6隻、輸送隊3隻）が支援を行った。アメリカ軍は水雷戦隊（駆逐艦6隻）で日本軍水上部隊を邀撃し、夜間水上戦闘に至った。
この戦闘で、アメリカ側は駆逐艦1隻が沈没し2隻が大破した。日本側は駆逐艦夕雲が沈没したが、撤退作戦は成功して海戦は日本の勝利で終わった。

## 背景
8月15日にベララベラ島に上陸したアメリカ軍と、アメリカ軍と入れ替わりで増派されたニュージーランド軍は圧倒的な兵力で日本軍守備隊に圧力をかけ続け、9月に入ってから二手に分かれて攻勢に転じた。
当時ベララベラ島にいた日本軍は、陸海軍および付近海域で遭難しベララベラ島に到達した艦船乗員など合わせて629名であり、鶴屋好夫陸軍大尉の名前より「鶴屋部隊」と称していた。鶴屋部隊は寡兵をもってニュージーランド軍と交戦し続けたものの、徐々に島の北西部に追い詰められていった。舟艇などによる補給輸送がことごとく妨害され、水上偵察機によってわずかに補給を受けているに過ぎず、その運命は時間の問題と考えられるようになっていった。
9月28日には、第十七軍（百武晴吉中将）と南東方面部隊（指揮官草鹿任一中将、南東方面艦隊司令長官）から、決別とも解釈できる電文が送られた。そもそもベララベラ島守備隊はコロンバンガラ島守備隊のバックアップ的な存在であったが、コロンバンガラ島守備隊はセ号作戦で撤退を完了し、その役割も終えることとなった。
第八艦隊の撤退方針に対し、上級司令部の南東方面艦隊（第十一航空艦隊）は作戦延期を指導、第八艦隊参謀長がラバウルに飛んで、「鶴屋部隊には、すでに撤退を命じてしまったので承認してほしい」と懇願した結果、鶴屋部隊の撤退許可がおりる。10月6日にはベララベラ島からブインへの撤収が急遽行われることとなった。

## 参加艦艇

### 日本海軍
- 夜襲部隊：駆逐艦秋雲（第三水雷戦隊司令官伊集院松治大佐座乗）[18] 、風雲 、夕雲 、磯風 、時雨 、五月雨
- 輸送部隊：駆逐艦文月、夕凪、松風、小発6隻[19]、折畳浮舟30隻[19]
- 収容部隊：第20号駆潜特務艇[19]、第23号駆潜特務艇[19]、第30号駆潜特務艇[19]、艦載水雷艇3隻[19]、大発1隻[19]

### アメリカ海軍
- 第4駆逐部隊（Destroyer squadron 4）[20][21]：駆逐艦セルフリッジ（フランク・R・ウォーカー大佐座乗）、シャヴァリア、オバノン
- 第42駆逐群（海戦に間に合わず）[20]：駆逐艦ラルフ・タルボット[20]、テイラー[20]、ラ・ヴァレット[20]

## 戦闘経過
ソロモン諸島方面の日本海軍の艦艇は大多数が外南洋部隊（指揮官鮫島具重中将、第八艦隊司令長官）の指揮下にあり、その麾下に外南洋部隊増援部隊（指揮官伊集院松治大佐、第三水雷戦隊司令官）があった。当時、伊集院の指揮下にあった艦隊型駆逐艦は、第二水雷戦隊や第十戦隊から外南洋部隊に臨時編入されていた「借りもの」であった。作戦実施に際し、伊集院大佐は軽巡洋艦川内から陽炎型駆逐艦秋雲に移乗し、秋雲に第三水雷戦隊の代将旗を掲げた。
10月5日、まず3時30分に輸送部隊（第22駆逐隊司令金岡国三大佐）の駆逐艦3隻（文月、松風、夕凪）がラバウルを出撃し、続いて5時には伊集院大佐指揮下の駆逐艦6隻（第10駆逐隊〈秋雲、風雲、夕雲〉、第17駆逐隊〈磯風〉、第27駆逐隊〈時雨、五月雨〉）もラバウルを出撃する。収容部隊は5日夕刻にブインを出撃した。輸送部隊と夜襲部隊は早々に偵察機の触接を受けるも、両部隊はブーゲンビル島北方で合流した。16時、輸送部隊と夜襲部隊からの第27駆逐隊（時雨、五月雨）は先行して収容部隊に合同しベララベラ島近海へ、夜襲部隊は偽航路を取ったりスコールの中に身を隠しながら遅れてベララベラ島近海へと向かう。夜襲部隊の陣形は、秋雲（旗艦）、磯風、風雲、夕雲の単縦陣であった。
ベララベラ島が近づくにつれ、時雨では「巡洋艦4隻、駆逐艦3隻」から成るアメリカ艦隊接近の連絡を受けた。また、第938航空隊の零式水上偵察機が、万代浦および先明崎と呼ばれた収容地点付近で照明弾を投下したところ、駆逐群二隊（巡洋艦4隻と駆逐艦3隻）が行動中であるのを確認して通報した。伊集院大佐は輸送部隊に一時退避を命じるが、速力の遅い収容部隊はもはや退避が間に合わず収容予定地点に直進させた。また第27駆逐隊（時雨、五月雨）にも第一夜襲部隊への合同を命じ、時雨（原大佐）は松風に船団護衛を依頼すると夜襲部隊と合流するため行動を開始した。
一方、偵察機PBYカタリナ飛行艇からの報告を受けた第3艦隊（南太平洋部隊。ウィリアム・ハルゼー大将）では、迎撃のためウォーカー大佐率いる第4駆逐部隊（以降ウォーカー隊とする）からの駆逐艦3隻をベララベラ島近海へと急行させた。米軍の航空攻撃は悪天候のため実施されず、またウォーカー隊の駆逐艦3隻（セルフリッジ、シュバリエ、オバノン）と、増援の駆逐艦3隻（ラルフ・タルボット、テーラー、ラブレット）とは距離が開いていた。
その頃、ベララベラ島守備隊は万代浦および先明崎に集結し、ニュージーランド軍の砲撃に耐えつつ収容部隊の到着を待っていた。
20時31分、ウォーカー隊はレーダーで二つの目標を探知。4分後の20時35分には風雲が「巡洋艦3隻」を発見した。第27駆逐隊（時雨、五月雨）も20時40分には敵影を確認する。旗艦の秋雲でもウォーカー隊を発見していたものの、伊集院大佐（第三水雷戦隊司令官）は乗組員の報告を信用しなかったという。第三水雷戦隊の先任参謀は「味方の間違いではないか」と問いただした。秋雲駆逐艦長相馬正平中佐は周囲からの情報と自らの目で確認した後、伊集院大佐に「司令官、敵ではありませんか」と助言し終えた瞬間、ウォーカー隊からの先制攻撃を受けた。ウォーカー隊は20時55分に砲撃を開始し、同時に魚雷14本を発射した。
先制攻撃を受けた夜襲部隊は、夕雲が魚雷を8本発射し、続いて面舵で右に針路をとって秋雲とともに砲撃を開始する。しかし間もなく夕雲はウォーカー隊からの集中砲火により火災を起こした。炎上した夕雲は、米艦隊からの絶好の目標になってしまった。21時1分、夕雲からの魚雷はウォーカー隊に達し、シャヴァリアに命中する。シャヴァリアの後方にいたオバノンは被雷したシャヴァリアを避け切れず追突し、艦首を大破した。オバノンはシャヴァリアから離れた後、シャヴァリア乗員の救助作業に取り掛かる。21時5分に夕雲に魚雷が命中し、これが止めとなって21時10分に沈没した。
この頃には第27駆逐隊（時雨、五月雨）も戦場に到着し、21時1分前後に各艦魚雷8本を発射した。続いて砲撃を開始し、三斉射発砲をした瞬間、先に発射した魚雷のうち1本がウォーカー隊の旗艦セルフリッジに命中する。セルフリッジは艦首が垂れ下がって10ノットの速力で戦場から退却していった。秋雲は磯風と風雲を率いて引き返し、距離約8,000メートルに彼方で停止中のシャヴァリアとオバノンに対して魚雷を発射したものの、命中しなかった。その後、視界が不良となって21時39分に戦闘を打ち切って戦場から離脱した。第27駆逐隊司令原為一大佐（時雨座乗）は「駆逐艦時雨に、もし電探があればウォーカー部隊は三隻とも、ただでは済まさなかったであろうに」と回想している。
10月7日8時30分、夜襲部隊はラバウルに帰投した。
日本側は魚雷48本を発射したが、命中したのは2本だけだった。
第3艦隊は、偵察機からの報告によりウォーカー隊の3隻では少なすぎると考えており、ニュージョージア島向けの輸送船団を護衛していた第42駆逐群にも戦場に急行するよう命じていた。夕雲の大火災がよく見えていたほど戦場に接近していたが、ついに戦闘には間に合わなかった。その代わり、瀕死のシャヴァリアをラ・ヴァレットの魚雷で処分し、大破したセルフリッジからウォーカー大佐をテイラーに移動させた。またレンドバ島より魚雷艇4隻が出動した。
海戦が終わった直後の22時、収容部隊は万代浦に到着し、23時50分から収容を開始。三往復した後、10月7日1時10分には万代浦を離れてブインに向かい、8時に帰投。ベララベラ島守備隊はここで解散して、それぞれの原隊へと戻っていった。

## 海戦の後
秋雲と風雲、時雨と五月雨がそれぞれ発見したのは同じウォーカー隊であったが、海戦当時は前者が発見したのが巡洋艦群、後者が発見したのが駆逐艦群と考えられていた。一つの駆逐群を別々に攻撃した結果、戦果は「本隊（秋雲等）により巡洋艦または大型駆逐艦2隻撃沈、27駆（時雨、五月雨）により駆逐艦3隻撃沈」と判定された。第27駆逐隊は「砲雷撃で轟沈1、雷撃で轟沈1、いずれも大型駆逐艦」と報告した。実際の戦果と大きくかけ離れているのは言うまでもない。戦果は第八艦隊（外南洋部隊）司令官鮫島具重中将から天皇にも報告された。鮫島は、第27駆逐隊司令原為一大佐に軍刀一振、時雨駆逐艦長山上亀三雄少佐と五月雨駆逐艦長杉原与四郎少佐には短刀一本を贈った。
夕雲の生存者は、一部はレンドバ島からやってきた魚雷艇に救助されたが、一人の夕雲乗員が艇上で乱闘を起こした末に見張り兵を殺害したため、復讐の意味で皆殺しにされた。他方、機関部員を中心とする25名は途中、アメリカ軍が放置していった内火艇を分捕った。やがて魚雷艇が接近して移乗するよう命じられる。夕雲生存者が拒否すると、アメリカ軍魚雷艇は夕雲生存者分の食糧と飲料水を内火艇の甲板に置いて去っていった。内火艇は1日半経ってからブインに到着し、鮫島中将に「夕雲は行方不明、全滅と聞いたが敵のボートを分捕って帰るとはよくやった。御苦労」と賞賛された。
太平洋艦隊司令長官チェスター・ニミッツ元帥は後年、ウォーカー隊の敗因としてウォーカー大佐が雷撃を回避する運動を行わず、射撃効果を上げるために隊形と針路を維持し続けたことを挙げている。海戦の損害は、日本側は駆逐艦1（夕雲）沈没／アメリカ側駆逐艦1（シュバリエ）沈没と2隻（セルフリッジ、オバノン大破）で、日本軍は作戦目的（ベララベラ島からの撤収）を達成し、海戦に勝利した。